# Willem van Boxtel (Hells Angels)
Willem van Boxtel (Amsterdam, 18 augustus 1954), beter bekend als Big Willem, was de president van het voormalige Amsterdamse chapter van No Surrender MC. Tot eind september 2004 was hij het hoofd van de Hells Angels Holland. Hij werd opgevolgd door Daniel Uneputty.
Van Boxtel was vanaf de jaren zestig leider van de Amsterdamse brommerclub Kreidler Ploeg Oost, waaruit hij eind jaren zestig samen met Ruud M. en Nico T. de Hells Angels oprichtte. Beide laatstgenoemden, jeugdvrienden uit Amsterdam-Oost (Betondorp), verlieten de "Angels" toen bleek dat deze steeds gewelddadiger werden. In 1973 werd Van Boxtel samen met 11 andere leden gearresteerd wegens geweldpleging. Na een inval door de politie op het clubterrein in 2001 raakte Van Boxtel zijn wapenvergunning kwijt. De Raad van State oordeelde later dat dit onrechtmatig was geweest.
In september 2004 werd Van Boxtel gearresteerd op verdenking van het beramen van een aanslag op Willem Holleeder, een van de ontvoerders van Freddy Heineken. Van Boxtel zou de aanslag hebben willen plegen in opdracht van de vastgoedmagnaat Willem Endstra, die later zelf werd vermoord. De aanslag zou hebben moeten plaatsvinden in Angel Place, het clubhuis van de Hells Angels in Amsterdam. Daar zou een explosief hebben moeten afgaan op het moment dat Holleeder aanwezig zou zijn.

## Oneervol ontslag
Op 20 september 2004 maakte advocaat Vincent Kraal bekend dat de toen 49-jarige Van Boxtel oneervol was ontslagen als voorzitter en tevens was geroyeerd als Angels-lid. Hij moest al zijn Hells Angels-attributen inleveren en zijn tatoeages laten verwijderen. Ook moest hij zijn woning, die zich naast het terrein van de Hells Angels te Amsterdam bevond, verlaten. Zijn vrouw, zoon en dochter mochten echter blijven. Big Willem werd als 'president' opgevolgd door penningmeester Daniel Uneputty.
Van Boxtel ontkende echter alle beschuldigingen; hij gaf slechts toe dat hij met Endstra had gesproken. Diens verzoek zou hij meteen hebben afgewezen, en hij zou zijn afgezet omdat hij zijn gesprek met Endstra verborgen had gehouden.

De politie deed een inval bij een Amsterdams horecabedrijf van Van Boxtel, The Other Place, op de Oudezijds Voorburgwal in Amsterdam.
Op 17 oktober 2005 werd Van Boxtel gearresteerd tijdens een grootschalige politieactie tegen zes afdelingen van Hells Angels Holland. Volgens zijn advocaat Marcel van Gessel werd hij verdacht van moord dan wel doodslag, en van betrokkenheid bij de mishandeling van de televisiepresentatoren Frits Barend en Henk van Dorp vlak voor de uitzending van hun programma Barend & Van Dorp op 19 december 2000. Van Boxtel stelde dat hij tijdens politieverhoren werd geïntimideerd. Hij eiste daarom in een kort geding dat de verhoren op video zouden worden vastgelegd. Deze eis werd op 19 oktober door de Amsterdamse rechtbank afgewezen.

## No Surrender MC
Sinds 2013 was Willem van Boxtel lid van de motorclub No Surrender MC. Hij was de president van het chapter van Amsterdam tot de club op 7 juni 2019 verboden werd door de rechter.